# Kalînivka, Peatîhatkî
Kalînivka (în ucraineană Калинівка) este un sat în comuna Bohdano-Nadejdivka din raionul Peatîhatkî, regiunea Dnipropetrovsk, Ucraina.

## Demografie
Componența lingvistică a localității Kalînivka
     Ucraineană (92,86%)
     Rusă (5,95%)
     Română (1,19%)
Conform recensământului din 2001, majoritatea populației localității Kalînivka era vorbitoare de ucraineană (92,86%), existând în minoritate și vorbitori de rusă (5,95%) și română (1,19%).